# 早稲田三大油田
| わせだの弁当屋 |  | キッチンオトボケ |  | キッチン南海 |
| わせだの弁当屋 |  | キッチンオトボケ |  | キッチン南海 |

早稲田三大油田（わせださんだいゆでん）とは、早稲田大学近辺の飲食店の中でも特に脂っこい食事を提供する店舗を指す俗語であり、主に早稲田大学の学生の間で用いられる。単に「油田」「三大油田」とも呼ばれるほか、「ワセメシ三大油田」と呼称されることもある。

## 語義
早稲田三大油田とは早稲田大学近辺の飲食店の中でも特に脂っこい食事を提供する店舗を指す俗語である。2022年発行の『Milestone Express 2023』の「三大油田」の項目では「早大生が大好きな油要素多め飲食店の通称」と説明されている。これらの表現は脂っこい食事を提供する店舗を油田になぞらえており、そうした店舗で食事を摂ることを「給油（する）」と表現する。ただし、2024年の千葉文彦の調査では「油田」「給油」いずれの言葉も使わない、という意見もみられ、早稲田大学の全学生がこれらの用語を用いているわけではない。
三大油田を構成する3店舗には諸説あり、早稲田大学の学生雑誌である『Milestone Express』『早稲田乞食』『早稲田魂』で早稲田三大油田が紹介されている場合、「諸説あり」と断りが入るのが一般的である。一般的にわせだの弁当屋、キッチンオトボケ、キッチン南海の3店舗を指して用いられることが多いが、三品食堂やライフといった店舗が入る例もみられる。また、2024年時点では早稲田大学の近辺に店舗を構える油そば店の図星、武蔵野アブラ學会、東京麺珍亭本舗を「新三大油田」と呼称する向きもあるという。千葉文彦は三大油田と称されることのある店舗に共通する点として、単に脂っこい食事が提供されるだけにとどまらず、「長い月日をかけてお店と早大生の間に育まれた愛（とユーモア）」があるのではないかと考察している。

## 歴史
千葉文彦の2024年の調査によると「早稲田三大油田」の初出は1998年4月の『早稲田乞食』である。1990年から1997年にかけては「油田」「給油」のいずれも確認できず、「油」「脂」を意味する言葉は頻出するものの、学生の健康を心配するネガティヴなニュアンスで取り上げられていた。一方で1995年4月の『早稲田乞食』では「ワセ油」をめぐってサークル同士の戦いが繰り広げられているとするジョークと共に飲食店が紹介されており、千葉はこれが「給油」概念のさきがけだと見ている。「早稲田三大油田」の初出は1998年4月の『早稲田乞食』であり、わせだの弁当屋が「今や早稲田三大油田の一つとして有名なわせ弁」と評されている。1999年の発行分には「油田」「給油」いずれも確認できなかったものの、2000年以降は3誌すべてで2語ともに登場しており、2008年から2023年にかけては3誌すべてで定番の用語として定着している。